# Colonia 3 de Mayo, Hidalgo
Colonia 3 de Mayo är en ort i Mexiko.   Den ligger i kommunen Mixquiahuala de Juárez och delstaten Hidalgo, i den sydöstra delen av landet, 90 km norr om huvudstaden Mexico City. Colonia 3 de Mayo ligger 1 992 meter över havet och antalet invånare är 256.
Terrängen runt Colonia 3 de Mayo är platt åt sydost, men åt nordväst är den kuperad. Runt Colonia 3 de Mayo är det tätbefolkat, med 297 invånare per kvadratkilometer. Närmaste större samhälle är Tezontepec de Aldama, 4,2 km sydväst om Colonia 3 de Mayo. Omgivningarna runt Colonia 3 de Mayo är en mosaik av jordbruksmark och naturlig växtlighet.